# Stripped Live in the U.K.
Stripped Live in the UK é o segundo concerto em DVD de Christina Aguilera, e documentários de suas performances na Europa de sua turnê Stripped World Tour .

## Faixas
1. Stripped Intro Part 1
2. Dirrty
3. Get Mine, Get Yours
4. The Voice Within
5. Genie in a Bottle (East Indian/Rock Remix)
6. Can't Hold Us Down
7. Contigo En La Distancia/Falsas Esperanzas
8. Infatuation
9. Come On Over Baby (All I Want Is You) (Acoustic Version)
10. Cruz
11. Impossible
12. Loving Me 4 Me
13. At Last
14. Lady Marmalade
15. Walk Away
16. Fighter
17. Stripped Intro Part 2
18. What a Girl Wants
19. Beautiful (Encore)

### Bônus Especiais[1]
1. "Fighting Talk"
2. "Pins, Power & Paint"
3. "Movers And Shakers"
4. "Wheels Fit For A Queen"
5. "One Night In Milano"
6. "RSVP"

## Charts
| Charts (2004)                   | Peak position |
| ------------------------------- | ------------- |
| Argentine DVD Chart             | 13            |
| Australian Music Videos Chart   | 4             |
| Belgian DVD Chart (Flanders)    | 6             |
| German DVD Chart                | 23            |
| Greek DVD Chart                 | 12            |
| Japanese DVD Chart              | 81            |
| Swedish DVD Chart               | 7             |
| US Top Music Videos (Billboard) | 3             |